# Trichocyclus oborindi
Trichocyclus oborindi là một loài nhện trong họ Pholcidae. Loài này được phát hiện ở Queensland.